# Dicranomyia (Dicranomyia) pulchripennis
Dicranomyia (Dicranomyia) pulchripennis is een tweevleugelige uit de familie steltmuggen (Limoniidae). De soort komt voor in het Oriëntaals gebied.